# 塞基耶拉塞-萨尔
塞基耶拉塞-萨尔是巴西圣保罗州的一个市镇。总面积503.64平方公里，总人口19,109人，人口密度32.4人/平方公里。